# Bali
Bali  je najzapadniji otok Maloga sundajskog otočja (Indonezija), između Lomboka i Jave, 5.632 km2, 4 317 404 stanovnika (2020).
 Također, to je i istoimena indonezijska pokrajina. 
Plodno tercijarno humlje izdiže se prema istoku u vulkanskom usponu Gunung Agung 3200 m nad morem. Otok je bogat rižom, kokosovom palmom, kukuruzom te pamukom, duhanom i kavom, različitim voćem i stokom, pa izvozi mnogo riže, kave i stoke. Danas je najjača industrija na Baliju turizam.
Najveći i glavni grad na Baliju je Denpasar  (725 314 stanovnika 2020.). Žitelji su Malajci, do kojih je prodro islam već u 15. stoljeću, ali su sve do danas sačuvali brahmanizam te stari način življenja kroz podjelu na četiri kaste (sudre, wesije, satrije, brahmane), drevno pismo, hramove i rezbarije životinjskih likova u drvu.

## Povijest
Smatra se da je prvi poznati europski kontakt s Balijem ostvaren 1512. godine kada je portugalska ekspedicija koju su predvodili António de Abreu i Francisco Serrão ugledala njegovu sjevernu obalu. Bila je to prva ekspedicija u nizu dvaput-godišnjih pohoda na Molučke otoke, koje su kroz 16. stoljeće obično putovale duž obala Sundskih otoka.

Međutim, prvi Europljanin koji je uspostavio trgovinske veze sa Balijem bio je Nizozemac Cornelis de Houtman, koji je došao na Bali 1597. godine. Otpori su bili i prema Nizozemcima, kojima su se domaći knezovi pokorili poslije žestokih borbi tek 1849. godine. Tijekom 2. svjetskog rata Japanci su zauzeli Bali. Nakon što je 1949. Nizozemska priznala indonezijsku neovisnost, 1950. je Bali prestao biti dio Nizozemske i postao jedna od provincija Indonezije.

## Administrativna podjela
Otok je podijeljen u 8 okruga (kabupaten) i 1 grad (kota):
- Badung
- Bangli
- Buleleng
- Denpasar (grad)
- Gianyar
- Jembrana
- Karangasem
- Klungkung
- Tabanan

## Kultura i znamenitosti
Kulturni krajolik Balija je skupni naziv za UNESCO-ovu svjetsku baštinu koja se sastoji od pet rižinih terasa i njihovih vodenih hinduističkih hramova koji pokrivaju oko 19.500 ha. Hramovi su žarišta društvenog vodoopskrbnog sustava kanala i brana, poznatog kao subak (su b ak), a koji datira još iz 9. stoljeća. On odražava filozofski koncept Tri Hita Karana koji povezuje kraljevstvo duha, ljudskog svijeta i prirode. Ova filozofija je nastala kulturnom razmjenom Balija i Indije u posljednjih 2.000 godina, te je uvelike oblikovala krajolik Balija. Subak je demokratskim i ravnopravnim poljoprivrednim praksama omogućio Balijcima da postanu najuspješniji uzgajivači riže na otočju, unatoč izazovu podržavanja guste populacije stanovništva. Zbog toga je 2012. godine Kulturni krajolik subaka na Baliju upisan na UNESCOv popis mjesta svjetske baštine u Aziji.

### Ostali projekti
|  | Zajednički poslužitelj ima još gradiva o temi Bali |